# 萨莫色雷斯的阿里斯塔库斯
萨莫色雷斯的阿里斯塔库斯（英語：Aristarchus of Samothrace，前215年—前143年），学者，托勒密八世的老师，前153年担任亚历山大图书馆馆长。他的名字常用于学优的化身，他著有很多关于语法和作家的评注。前145年流亡塞浦路斯，不久后去世。其作品现存残篇。